# Tomoyuki Yoshino
Tomoyuki Yoshino (født 9. juli 1980) er en tidligere japansk fodboldspiller.
Han har spillet for flere forskellige klubber i sin karriere, herunder Urawa Reds, Shonan Bellmare, Yokohama FC og Gainare Tottori.